# Ото Кум
Ото Кум (на немски: Otto Kumm) е бригаденфюрер от СС и генерал-майор от Вафен-СС, прославил се в годините на Втората световна война със своите успешни специални операции. Награден е с „Рицарски кръст с дъбови листа и мечове" – сред най-високите отличия на Нацистка Германия.
След войната е сред учредителите и първи ръководител на организацията на ветераните HIAG.

### Командир на дивизия
Бригаденфюрер Кум е официално назначен за командир на 1-ва СС дивизия Лайбщандарт СС Адолф Хитлер (ЛССАХ), считано от 15 февруари 1945 година. Назначаването му идва скоро след като ЛССАХ е прехвърлена в Унгария, за да укрепи позициите които Вермахта губи позиции на Източния фронт, и след като Бригаденфюрер от СС Вилхелм Монке е пострадал при въздушна атака.

### Източен фронт (1945)
Като командир на ЛССАХ Ото Кум участва в Операция „Пролетно пробуждане“ (Operation „Frühlingserwachen“) (6 март 1945 - 16 март 1945 г.). Това е последната голяма германска офанзива през Втората световна война, започнала на 6 март 1945 година. Германците започват атаки в Унгария близо до езерото Балатон, като този район по това време е част от Източния фронт. В този район се намират последните запаси от петрол, които все още на разположение на германците, след като вече не могат да използват залежите в Румъния. Почти неизбежно, операция „Пролетно пробуждане“ е пълен провал. Въпреки че в началото германските части завземат плацдарм, офанзивата е твърде амбициозен план като цяло, и само за 10 дни се проваля. След провала на операцията, Йозеф Дитрих от 6-а СС танкова армия и дивизията на Кум отстъпват към Виена. Германците отчаяно подготвят отбранителни позиции в опит за защита на града срещу бързо приближаващата Червената армия, които им усилия по-късно ще бъдат наречени Виенска операция.

### Последни дни на войната
След като Виена пада, ЛССАХ е изпратена към Главното командване на Вермахта (OKW). В периода 20 април - 2 май 1945 г., дивизията е разделена, като една част се премества от Берлин, в областта на Мюрвик (част от Фленсбург, в северната част на Германия), където Ото Кум и неговата дивизия ЛССАХ се предават на британските сили, а останалата в Берлин част от ЛССАХ, която е останала да охранява фюрера, приключват участието си в битките, няколко дни по-късно.

### След войната
Кум оцелява след войната и по-късно се превръща в успешен бизнесмен. Той е основател и първи ръководител на организацията на ветераните от Вафен СС – HIAG. Умира на 23 март 2004 година. Към момента на смъртта му, той е последният оцелял СС-Бригаденфюрер.

### Награди
- Железен кръст 2-pp и 1-ви клас
- Значка за раняване в черно
- Пехотна сребърна значка
- Германски златен кръст (29 ноември 1941 г.)
- Рицарски Железен кръст с дъбови листа и мечове

⇒ Рицарски кръст (16 февруари 1942 г.)
⇒ Дъбови листа (6 април 1943 г.)
⇒ Мечове (17 март 1945 г.)